# Kris Defoort
Kris Defoort (Brugge, 1959) is een Belgisch avant-gardejazzpianist en componist. Hij doceert aan het conservatorium van Brussel. Hij is de broer van saxofonist en componist Bart Defoort.

## Muzikale loopbaan
Kris Defoort studeerde blokfluit en oude muziek aan het Antwerps conservatorium bij Barthold Kuijken, Koen Dieltiens, Jos Van Immerseel en Balderick Deerenberg. Hij volgde jazzpiano, compositie en vrije improvisatie aan het conservatorium van Luik bij Dennis Luxion, Frederic Rzewsky, Garrett List en Philippe Boesmans. Hij is tevens de broer van Wim "Dj Willie", "de levende pop encyclopedie" Defoort, Bart Defoort en Koen Defoort.
Tussen 1987 en 1990 woonde Kris Defoort in New York, de bakermat van de jazz. Hij volgde masterclasses met Fred Hersh, David Berger en Paul Bley, maar was vooral actief als jazzpianist. Hij speelde met de Lionel Hampton Big Band (guest Dizzy Gillespie), Jack de Johnette, Adam Nussbaum, Reggie Workman, Mike Formanek, Barry Altschul, Vince Herring, Judy Niemack, Tito Puento, Lee Konitz, Hannibal Peterson, en vele anderen.
Terug in België zette Kris Defoort zijn muzikale weg verder: als componist, improviserend pianist en groepsleider van het sextet KD's Basement Party, zijn trio KD's Decade, Octurn, Dreamtime en Sound Plaza (met Mark Turner, Jim Black en Nicolas Thys). Dankzij onder meer de steun van kunstencentrum De Werf (Brugge), werden verschillende van zijn projecten uitgebracht op cd.
Kris Defoort werkte ook samen met verschillende performers en gezelschappen uit de hedendaagse jazzscene (Jim Black, Mark Turner, Aka Moon, Vegetable Beauty, Garret List, Paul Rodgers, enz.).
Sinds 1998 is Kris Defoort componist in residentie bij LOD (Gent), een productiehuis voor hedendaags muziektheater. Samen met Fatou Traoré creëerde hij de dansvoorstelling Passages (2001), die vertoond werd op verschillende Europese festivals (Festival d’Avignon, Salzburg, Charleroi Danse, enz.).
Eind 2001 componeerde Kris Defoort in opdracht van LOD, ro theater, deSingel, De Munt en anderen de opera The Woman Who Walked into Doors, gebaseerd op het gelijknamige boek van Roddy Doyle. Deze opera, geregisseerd door Guy Cassiers, maakte een tournee doorheen Europa (Duisburg, Ruhrtriennale, Parijs, Straatsburg, Brussel, Dublin, Zürich, Amsterdam, Rotterdam, Antwerpen,…) en werd zowel door pers als door publiek lovend ontvangen.
In 2002 schreef Kris Defoort Conversations with the Past, een werk voor blazers, piano, harp, contrabas en percussie in opdracht van deFilharmonie (Antwerpen). In hetzelfde jaar verscheen Sound Plaza, een new jazz-cd in samenwerking met saxofonist Mark Turner, bassist Nic Thys en drummer Jim Black. Eind 2003 creëerde Kris Defoort zijn Stringquartet n°1 samen met ConVerSations/ConSerVations, een project gebaseerd op renaissancemuziek. Samen met de sopraan Claron McFadden, Dreamtime en het Danelkwartet zocht hij opnieuw naar een synthese tussen oud en nieuw, tussen klassiek en jazz.
Sinds 2005 werkt Kris Defoort aan diverse projecten. Tijdens het seizoen 2006-2007 was hij ‘artist in residence’ in het Paleis voor Schone Kunsten (BOZAR), waar hij werkte als improviserend jazzpianist en als componist. Zo creëerde Jan Michiels er zijn pianocyclus Dedicatio (negen muzikale brieven). In opdracht van de Koningin Elisabethwedstrijd 2007 componeerde Kris Defoort het opgelegde werk voor pianosolo.
Op 8 mei 2009 ging zijn tweede opera House of the Sleeping Beauties (productie LOD, Toneelhuis, De Munt), geregisseerd door Guy Cassiers, in wereldpremière in De Munt te Brussel. Kris Defoort ging in september 2010 in première met zijn Brodsky Concerts, een voorstelling gebaseerd op teksten van Joseph Brodsky, waarbij hij samen met acteur Dirk Roofthooft op de scene staat. Een jaar later start hij zijn eigen jazz trio met bassist Nicolas Thys en drummer Lander Gyselinck. Ze staan onder andere met Josse De Pauw op het podium (An Old Monk) en touren in 2016-2017 met Hongaarse zangeres Veronika Harcsa & Franse saxofonist Guillaume Orti onder de naam 'Diving Poet Society'. In 2013-2014 componeert Defoort de circusopera Daral Shaga.
In 2025 schreef Defoort in opdracht van de Koningin Elisabeth Wedstrijd  het tweedelige Music for the Heart voor piano en orkest. De wereldpremière van dit werk vond plaats tijdens de finaleweek op maandag 26 mei 2025 in Brussel en werd uitgevoerd door finalist Yuki Yoshimi met begeleiding van het Brussels Philharmonic onder leiding van Kazushi Ono. Als verplicht werk werd deze compositie door alle twaalf finalisten uitgevoerd.
Kris Defoort is docent compositie/arrangement & vrije improvisatie aan het Koninklijk Conservatorium Brussel.

## Bands

### Als bandleider
- Diva Smiles
- K.D.'s Basement Party
- K.D.'s Decade
- Variations On A Love Supreme
- Kris Defoort's Dreamtime
- Kris Defoort quartet
- Kris Defoort trio
- Kris Defoort's Diving Poet Society

### Als muzikant
- Garrett List Ensemble
- Deep In The Deep
- Octurn